# 平賀淳
平賀 淳（ひらが じゅん、1978年9月13日 -2022年5月18日 ）は、日本のカメラマン。

## 概要
1978年、山梨県北巨摩郡双葉町(現:甲斐市)生まれ。豊かな山梨の自然や風土に囲まれて育つ。少年の頃から映画や写真に興味を覚え、小学6年生から高校3年生の卒業時までの計7年間、毎朝4時30分から始まる新聞配達をライフワークに、自ら貯金してビデオカメラやスチールカメラを購入、撮影活動を開始。
韮崎高校山岳部時代は、平成8年にインターハイ登山競技で全国優勝を主将として経験し登山活動を開始。進学は、映像や写真へのより強い興味から日本映画学校に進学しドキュメンタリー科を専攻、映像や写真のイロハを学んだ。
20歳の時にアドベンチャーレースという競技に出会い、学校を1年間休学し、南米エクアドル大会やニュージーランド大会、中国大会に出場した（チームリーダー:田中正人）。
2003年から2013年の10年間、ヒマラヤ山域を撮影。2007年に、アルピニストの野口健のエベレスト登山に帯同し長年の夢であったエベレスト登頂に成功。世界50カ国以上の秘境や大自然を舞台にアラスカ、パタゴニア、アジア、中東、アフリカと地球や極地を舞台に撮影活動を続け、主にテレビ番組の撮影を中心に活動した。
2022年5月 アラスカ・デナリ国立公園にあるハンターで北壁を登るクライマーの撮影に参加、ベースキャンプ付近の氷橋が崩壊、滑落、死亡。享年43歳。

## 経歴
- 1978年 - 山梨県双葉町(現：甲斐市)に生まれる。
- 1994年 - 山梨県立韮崎高等学校入学。山岳部に所属。
- 1997年 - 日本映画学校(現:日本映画大学)に入学
- 1999年 - 南米エクアドル最高峰 チンボラソ峰（6,310m) 登頂
- 1999年 - 南米エクアドル コトパクシ峰（5,897m) 登頂
- 2003年 - 野口健エベレスト清掃登山 カメラマンとして帯同。
- 2003年 - 北米大陸最高峰マッキンリー峰（6,194m) カメラマンとして登頂
- 2005年 - シシャパンマ登山(8,016m) 登頂
- 2006年 - ヒマラヤ マナスル峰（8,163m) 撤退
- 2006年 - ブライトホルン（スイス）
- 2007年5月17日 - 世界最高峰 エベレスト(チョモランマ)(8,848m/チベット)登頂。(野口健チョモランマ清掃隊:野口健,平賀淳,谷口けい)
- 2008年 - メラピーク峰（6,470m）登頂
- 2009年 - ヒマラヤ マナスル峰(8,163m) 2度目のアタックも天候不慮で撤退
- 2009年 - モンブラン登頂
- 2009年 - ヒマラヤ アイランドピーク（6,168m)
- 2010年 - チュルーウェスト、ピサンピーク登頂
- 2010年 - アフリカ大陸最高峰 キリマンジェロ登頂
- 2010年 - ウガンダ最高峰 ルエンゾリ山地 マルガリータ峰登頂（5,109m)登頂
- 2010年 - ケニア最高峰 ケニア山（5,199m) 登頂
- 2010年 - 東南アジア最高峰 キナバル山（4,095m)
- 2011年 - ヒマラヤ エベレスト 7,300mまで
- 2011年 - アフリカ最高峰 キリマンジェロ
- 2012年 - ヒマラヤ ムスタン サリブン峰（6,328m) 撤退
- 2012年 - ヒマラヤ ラルケ峠(5,200m) 登頂
- 2013年 - 中南米コスタリカ最高峰 チリポ山(3,820m)登頂
- 2013年 - ヒマラヤ ゴーキョピーク（5,360m)登頂
- 2013年 - ヒマラヤ ヤルンリィー峰（5,630m）登頂
- 2014年 - アラスカ山脈 ウィスラー氷河
- 2019年 - ヒマラヤ マナスル峰(8,163m)3度目のアタックも天候不慮で撤退[2]
- 2022年 - アラスカ・デナリ国立公園にあるハンター（標高4442m）で北壁を登るクライマー(大石明弘,鈴木 啓紀[3])の撮影に参加、ベースキャンプ付近の氷橋が崩壊、滑落、死亡。43歳没。

## 冒険系表現者の四十三歳について
作家・探検家の角幡唯介は平賀の死に関して「植村直己、河野兵市、星野道夫、長谷川恒男、谷口けい、といったこの世界では有名な人たちがそろって四十三歳で命を落としている。2022年には平賀淳さんも亡くなった。冒険系表現者に四十三歳で死ぬ者が多いのはーそしてこの年が男の厄年とされるのはー、それなりに理由があって、四十三歳が人生のある種の頂点を形成しているからだ」と述べている。史上最年少でデナリ（6,190m、米アラスカ州）の冬季単独登頂を果たした世界的な登山家、栗秋正寿は、『Number』誌のインタビューの中で、2016年（43歳）に救助をされて以来、精神的に立ち直れず、また自身の体力の衰えも感じたという。世界的な冒険家が43歳で遭難死していることも理由にアラスカ登山からの引退を表明している。

## 出演・インタビュー掲載関連
TV・映画出演
- BSコンシェルジュ「グレートトラバース3～平賀淳（山岳カメラマン）～」
- NHK総合 北アルプスドローン大縦走～白銀の峰々へ～ 2019年1月3日放送
- 「未知の領域へ 甲斐国ロングトレイル_200mile」製作：RIGHTUP Inc https://vimeo.com/ondemand/hitorijanese
- NHKまるごと山梨 2007年12月6日 出演
- おめでとう山梨2011 ヤマナシプロデュース新春SP 2011年1月2日 出演
- BS1 究極のサバイバルレース -アンデス縦断 600km- 南米エクアドル大会 1999年

書籍表紙撮影
- 小林元喜 『さよなら、野口健』(集英社インターナショナル,2022年)
- 野口健 『登り続けるということ。』(学研プラス,2021年)
- 神山典士 『地球を走った男 間寛平アースマラソン』(ヨシモトブックス,2011年)
- 野口健 『自然と国家と人間と』(日本経済新聞出版社,2009年)
- 野口健 『確かに生きる 落ちこぼれたら這い上がればいい』(集英社文庫,2009年)
- 野口健 『あきらめないこと、それが冒険だ』(学研プラス,2006年)

書籍写真協力
- 野口絵子・野口健『父子で考えた「自分の道」の見つけ方』(誠文堂新光社,2022年)

書籍 インタビュー・取材協力
- 田中正人・田中陽希『アドベンチャーレースに生きる！』(山と溪谷社,2017年)
- 山本健一『トレイルランナー ヤマケンは笑う』(カンゼン,2015年)

書籍記載
- 中央公論 2022年10月号 角幡唯介「冒険の断章」テーマ「届かないものについて」
- 山と渓谷 2022年10月号 P124 ハンター北壁 夢の伴奏者 「夢を実現できた陰には、つねに心を鼓舞し続ける存在があった。平賀淳に捧げるレクイエム」(文・写真: 大石明弘)(写真:鈴木 啓紀)
- 『日本人とエベレスト』(山と溪谷社,2022年)
- 大石明弘『太陽のかけら』(山と溪谷社,2019年)平賀カメラマン
- 田中陽希『グレートトラバース2』(NHK出版,2016年) 番組制作スタッフ [カメラ]平賀淳
- NHKスペシャル取材班『激走!日本アルプス大縦断』(集英社,2013) [撮影]平賀淳

雑誌連載
- フォトテクニックデジタル 「平賀淳の冒険して候」

## 撮影実績
- 2014年12月 コスタリカ 「死闘！コスタリカ横断850キロ」撮影
- 2015年1月 カナダ Yukon(3月放送グレートレース「世界で最も寒く過酷なレース カナダ・ユーコン700km」)
- 2015年4月 チャレンジ富士五湖のウルトラマラソン 撮影
- 2015年4月 NHK BSP 「にっぽんトレッキグ、ベスト20!!」撮影
- 2015年5月 BS-TBS 「日本の名峰、絶景探訪」撮影
- 2015年6月 グレートトラバース2 撮影
- 2015年8月 モンゴル撮影 - 2016年1月放送「モンゴル900kmのMTBレース」
- 2015年/9月 イタリア撮影
- 2016年 グレートレース 「トルデジアン」
- 2016年3月 パタゴニア撮影 - 2016年10月放送 NHK総合「?神の領域を走る パタゴニア極限レース141km」
- 2016年5月 アフリカ撮影
- 2016年 小さな旅 尾瀬 ドローン撮影
- 2016年 BS朝日 あたらしい 山の楽しみ方講座 霧ヶ峰 撮影
- 2016年9月 「日本アルプスを8日以内に踏破せよ！限界に挑め!天空の超人たち〜激走日本アルプス・2016」撮影
- 2016年11月 ヒマラヤ
- 2017年1月 グレートレース ヨーロッパ 1/2放送
- 2017年1月 グレートレース ナミビアの砂漠 1/3放送
- 2017年2月 BSP 新日本風土記「成田」ドローン撮影
- 2017年3月 BS1 グレートレース MTBレース「天空を駆ける330キロ」
- 2017年5月 BS1 グレートレース「大氷原に立ち向かえ〜北極圏567km」
- 2017年7月BSP「大自然グルメ百名山～家族でサバイバルな旅～」
- 2017年8/月11月 北アルプス ドローン大縦走
- 2017年11月 メキシコ撮影
- 2017年12月 テレビ東京「和風総本家 特別編」撮影
- 2018年3月 ラオス撮影
- 2018年4月 グレートトラバース3 撮影
- 2018年5月 グレートレース 「ハワイ」
- 2018年6月 BSP「旅ラン」
- 2018年7月 NHK総合 「世界最大級! ラオス 絶景の未踏洞窟に挑む」吉田勝次
- 2018年8月11月 NHK総合「北アルプスドローン大縦走 〜劔・立山〜」
- 2018年9月 UTMB撮影
- 2018年11月 レユニオン島 撮影
- 2019年1月 BS1 グレートレース「頂上決戦！モンブラン大激走 170km」
- 2019年1月 BS1 グレートレース「大帝国の荒野を走れ！モンゴル 242km」
- 2019年3月 BS1 グレートレース「最強王者を倒せ！死闘！絶海の孤島 レユニオン425km」
- 2019年4月 BSP にっぽん百名山 「八ヶ岳」ドローン撮影
- 2019年6月 BSP グレートネイチャー「水が創った大地 6つの物語 ～メキシコ 4500km～」
- 2019年7月BSP 体感グレートネイチャー「熱帯フィヨルドの大地 ～パプアニューギニア～」
- 2019年9月 マナスル3度目
- 2019年12月 グレートレース UTMB
- 2020年2月グレートレース メキシコ コッパーキャニオン
- 2020年3月 グレートレース『風の大地で悪魔がささやく 極寒イギリス不眠不休の420km』
- 2020年5月 BSP アドベンチャーツアー パタゴニア
- 2020年6月 BS1 グレートレース『香港ウルトラ298km 超難関！突破率8%の壁に挑め！』
- 2021年3月 BS1 グレートレース スペシャル『超高速！サバイバル沖縄200㎞』
- 2021年4月 BSP 体感！グレートネイチャー▽激写！“世界一”の御神渡り～北海道東部 氷の大地
- 2022年2月「壮絶！里山が牙をむく～丹波アドベンチャートレイル～」
- 2022年3月 グレートレース 「伊豆トレイルジャーニー」
- 2022年4月「生中継！春らんまん 京都 二条城の桜」ドローン撮影
- 2022年7月 放送 グレートレース「激走！再会の富士山麓 ＵＴＭＦ158km」

アドベンチャー魂 撮影 出演-東野幸治
- #9「サバイバル登山」https://bs.tbs.co.jp/adventure/archives/20211221.html
- #13「八甲田山・後編」https://bs.tbs.co.jp/adventure/archives/20220208.html
- #12「八甲田山・前編」https://bs.tbs.co.jp/adventure/archives/20220201.html
- #8「辺境クライミング」 https://bs.tbs.co.jp/adventure/archives/20211207.html
- #20「カヤック川下り」https://bs.tbs.co.jp/adventure/archives/20220517.html

## 逸話
- 1998年-1999年頃、神奈川県川崎市多摩区登戸に住んでいた。真向かいの部屋は、写真家谷口雅彦のアトリエだった。[4]